# 托里尼亚
托里尼亚是巴西圣保罗州的一个市镇。总面积311.172平方公里，总人口8918人，人口密度28.7人/平方公里。